# Antonello Iannarilli
Antonello Iannarilli (Alatri, 24 dicembre 1961) è un politico italiano.

## Biografia
È il padre di Antony Iannarilli, calciatore italiano.

### Attività politica
Inizia la sua attività politica alla fine degli anni ottanta con l'iscrizione alla Democrazia Cristiana, primo partito della città di Alatri a quell'epoca. Nel 1990 venne eletto per la prima volta al consiglio comunale, proprio con la DC, e ricoprì per qualche mese l'incarico di assessore al bilancio.
Nel 1992 si presentò alle elezioni comunali nella lista civica "Alatri Futura" e venne rieletto consigliere comunale. Nel 1994 aderì a Forza Italia e si candidò alla carica di sindaco della città di Alatri, venendo sconfitto al turno di ballottaggio dall'avvocato Patrizio Cittadini per soli 46 voti di differenza.

#### In consiglio regionale del Lazio
È stato eletto nel Consiglio regionale del Lazio per Forza Italia la prima volta nel 1994; è stato assessore regionale all'agricoltura dal 2000 al 2005 e nelle elezioni regionali del 2005 è stato rieletto consigliere.
In Forza Italia è stato fino al 2008 coordinatore provinciale della provincia di Frosinone, nominato nel 1995 e confermato con l'elezione in congresso due anni dopo e nel 2004.
Nel luglio del 2005 è stato nominato commissario di Forza Italia per la provincia di Viterbo.

#### Elezione a deputato
Alle elezioni politiche del 2006 viene eletto alla Camera dei Deputati, nella circoscrizione Lazio 2, nelle liste di Forza Italia.
Alle elezioni politiche del 2008 è rieletto deputato, nelle liste del Popolo della Libertà.

#### Presidente della Provincia di Frosinone e sviluppi successivi
Nel 2009 si è candidato alle provinciali di Frosinone con il PdL vincendo al ballottaggio sulla sinistra capeggiata da Gian Franco Schietroma con un vantaggio di 3,11 punti percentuali.
Nel maggio 2010, in polemica con le scelte di Renata Polverini per la composizione della neo giunta regionale nella quale non sono presenti assessori ciociari, Iannarilli assieme al presidente della Provincia di Latina si fa tra i promotori della "secessione da Roma", sostenendo la necessità di un referendum per staccarsi dalla regione Lazio e dar vita alla ventunesima regione, quella "delle Province".
L'8 novembre 2012 il Consiglio provinciale di Frosinone come quelli di Napoli e Salerno in precedenza vota una mozione che dichiara l'incompatibilità di Iannarilli tra l'incarico di presidente della Provincia di Frosinone e deputato. Il testo è stato appoggiato dalla maggioranza che sostiene Iannarilli, mentre l'opposizione si è schierata contro. Dopo l'approvazione del testo Iannarilli ha rassegnato le dimissioni da presidente della Provincia di Frosinone con la volontà di candidarsi alle elezioni regionali anticipate del Lazio 2013 incarico, per cui scatta l'incompatibilità con quello di presidente di Provincia. A causa però dell'approvazione della mozione sostenuta dalla maggioranza di centrodestra il presidente Iannarilli è dichiarato decaduto (non sfiduciato), garantendo così la permanenza in carica dell'intero Consiglio provinciale e dell'intera Giunta che sara presieduta ad interim dal vicepresidente della Provincia di Frosinone Fabio De Angelis.
Nel 2012 è nominato commissario del PdL alla Provincia di Frosinone subentrando all'ex coordinatore Franco Fiorito arrestato per peculato nello scandalo dei rimborsi elettorali.
Nel 2013 non è ricandidato in Parlamento; concorre invece alle elezioni regionali nel Lazio, candidandosi a Consigliere regionale nelle liste del PdL, in provincia di Frosinone: nonostante le 12.000 preferenze ottenute viene battuto di stretta misura da Mario Abbruzzese, non venendo pertanto eletto. Ci riprova cinque anni più tardi ma raccoglie solo 4.109 preferenze arrivando dietro a Pasquale Ciacciarelli (10.014).
Il 19 aprile 2019 Giorgia Meloni annuncia l’adesione di Iannarilli al suo partito Fratelli d'Italia.